# Hostinec Na Staré poště (Běchovice)
Hostinec Na Staré poště je bývalý zájezdní hostinec v Praze 9-Běchovicích. Stojí v ulici Českobrodská, která je hlavní silnicí z Prahy směrem na Kolín. Je chráněn jako nemovitá kulturní památka České republiky.

## Historie
V místě hostince stála původně starší běchovická tvrz doložená před rokem 1413. Tvrz zanikla pravděpodobně v průběhu husitských válek a zůstal po ní pouze poplužní dvůr. Ve dvoře vznikl ještě před rokem 1720 zájezdní hostinec, ve kterém byla na přelomu 18. a 19. století zřízena poštovní přepřahací stanice.

## Popis
Dvůr bývalého formanského hostince je obestavěný hospodářskými stavbami. Původně barokní hlavní budova při Českobrodské ulici je klasicistně přestavěna. Mladší hospodářské stavby mají zčásti novodobé úpravy. Dochovaly se také dvě brány v ohradní zdi a obytný domek přiléhající k hlavní budově na východní straně.